# الحاجز الصغير
جزيرة الحاجز الصغير ((بالإنجليزية: Little Barrier Island) نقحرة: لِيتل بَارِيير أو لِتل بَرْيَر) أو (بالماورية: Hauturu‏) هي جزيرة تقع قُبالة الساحل الشمالي الشرقي للجزيرة الشمالية لنيوزيلندا. تقع الجزيرة على بعد 80 كيلومترًا إلى الشمال من أوكلاند، وهي مفصولة عن البر الرئيس إلى الغرب بقناة جيليكو، ومن جزيرة الحاجز الأكبر إلى الشرق بواسطة قناة كرادوك. تحمي الجزيرتان خليج هوراكي من العديد من عواصف المحيط الهادئ.

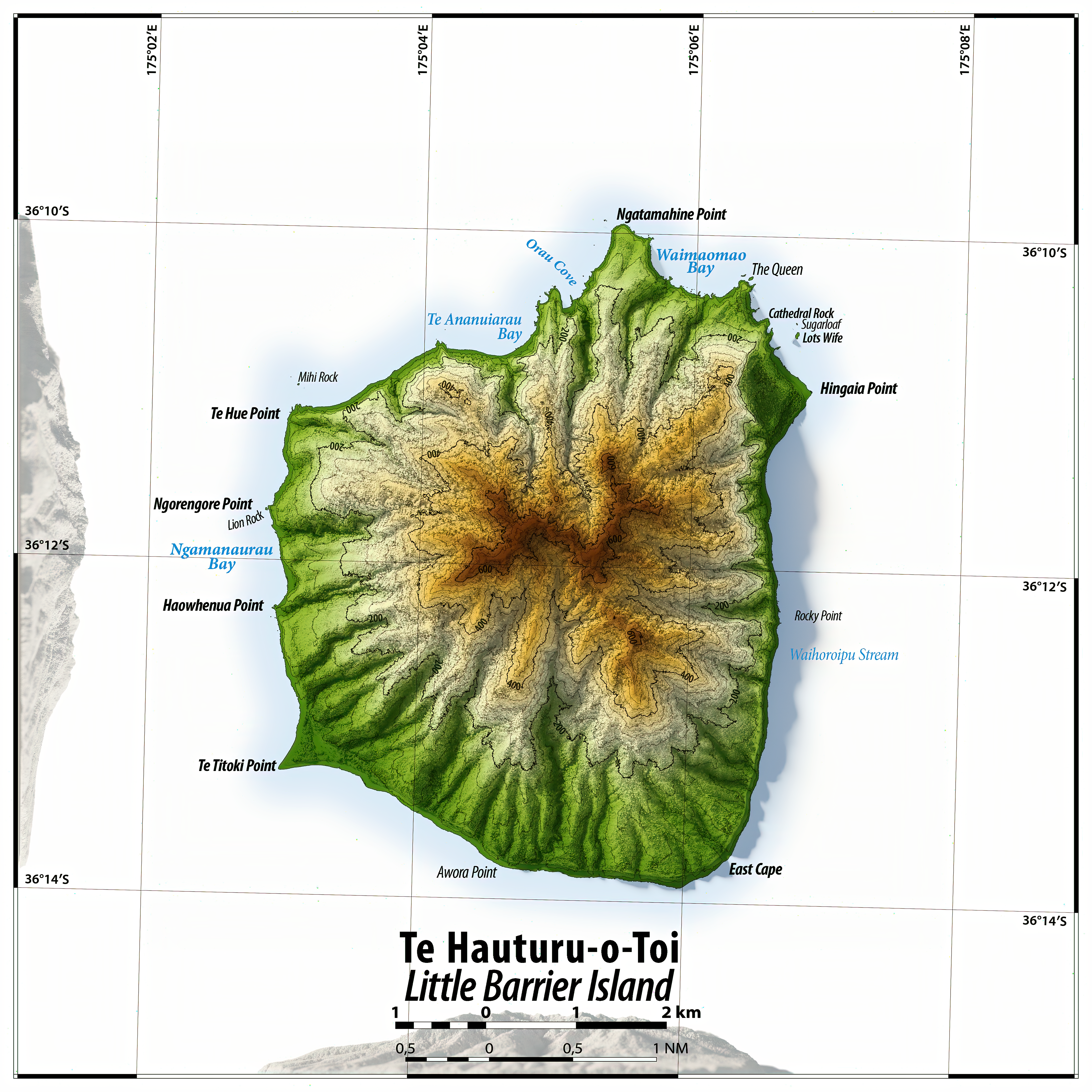
خريطة جزيرة الحاجز الصغير